# The Pool (2018)

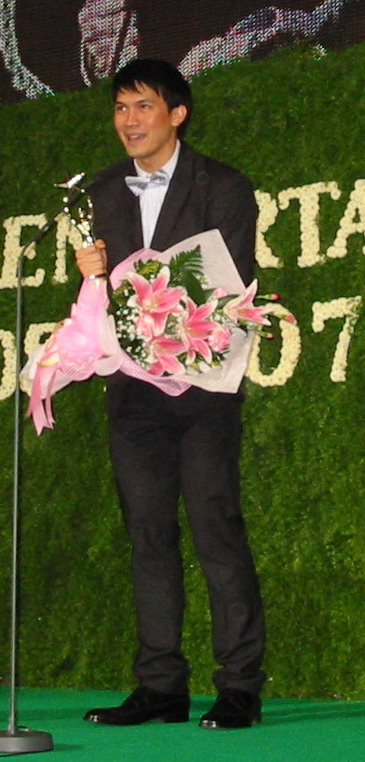
Theeradej Wongpuapan spielt Protagonisten Day (Foto von 2007)

The Pool (thailändisch The Pool นรก 6 เมตร, dt. „Der Pool, Hölle 6 Meter“) ist ein thailändischer Thriller von Ping Lumpraploeng aus dem Jahr 2018. Der Film wurde im September 2018 zunächst in Thailand veröffentlicht.

## Handlung
Day arbeitet als Beleuchter an einem Filmset, das in einem verlassenen Turmspringbecken aufgebaut ist, welches extra noch einmal mit Wasser gefüllt worden ist. Seine Freundin Koi ist auch am Set dabei, ebenso wie sein Hund Lucky. Am nächsten Tag räumt Day am Set auf und döst zwischendurch im Becken auf einer Luftmatratze. Der Regisseur weist ihn darauf hin, dass das Wasser jetzt abgelassen wird, er leint Lucky an, bestellt Day noch eine Pizza und verlässt das Set.
Als Day wieder aufwacht, ist der Wasserpegel bereits so niedrig, dass es ihm nicht mehr gelingt, den Beckenrand zu erreichen – wo unter anderem seine Insulinspritzen liegen. Als er abtaucht und mit einem Handtuch den Abfluss verstopft, um den voranschreitenden Wasserverlust zu verhindern, kann er den eintreffenden Pizzaboten nicht von seiner misslichen Lage informieren. Am nächsten Tag kommt Koi vorbei, die Day – ohne den Wasserpegel zu bemerken – mit einem Sprung ins Wasser überraschen will. Day versucht sie zu warnen, doch sie rutscht aus, schlägt ihren Kopf am Sprungbrett an und fällt ins Wasser. Day zieht seine bewusstlose Freundin auf die Luftmatratze und umsorgt sie. In der Nacht krabbelt ein bei Hochwasser entlaufenes Krokodil auf den Pool zu und fällt beim Versuch, Lucky zu erreichen, hinein.
Mittlerweile ist das Wasser des Pools vollständig abgelaufen. Day findet einen positiven Schwangerschaftstest in Kois Sachen, die wieder bei Bewusstsein ist. Day wehrt die Angriffe des Krokodils ab und sucht nach einem Ausweg. Über den Ausfluss gelangt er in einen Schacht neben dem Becken, der jedoch mit einem Gitter verschlossen ist. Hier haben er und Koi einen Schutzraum vor dem Krokodil, da das Tier von oben den Abflussdeckel nicht abbekommt. Auch findet er hier sein Etui mit Insulinspritzen, welches der Regisseur beim Verlassen unbemerkt in den Schacht fallen ließ, als er Days Tasche bewegte. Day versucht weiter, Wege aus dem Pool zu finden, während er Koi im schützenden Schacht lassen kann. Sie ernähren sich von der Pizza, die Lucky in den Pool fallen ließ und von Eiern, die sie dem trächtigen Krokodilweibchen aus ihrem improvisierten Nest klauen.
Bei den Versuchen aus dem Pool zu gelangen, verletzt sich Day mehrfach: abgebrochener Fingernagel, Stacheldrahtwunden an den Händen und schließlich ein Unterschenkelbruch. Er findet über den Abfluss noch einen anderen Ausgang, dieser führt allerdings in einen ebenfalls leeren Pool. Probleme bereitet der starke Regen, der den Schacht zunehmend flutet und Koi bedroht. Als sie mit einer Hundepfeife nach Lucky ruft, springt dieser an seiner Kette in den Pool und stranguliert sich. Day kann das Krokodil schließlich töten. Day gelingt es, über den toten Körper des Hundes und die Kette aus dem Pool zu klettern. Er schafft es, das Schachtgitter zu öffnen, die bewusstlose Koi herauszuziehen und sie wiederzubeleben.

## Synchronisation
Die deutsche Synchronisation übernahm die The Kitchen Germany GmbH in Karlsruhe. Das Dialogbuch schrieb Michelle Brubach, Dialogregie führte Andreas Köhler.
| Rolle     | Darsteller            | Synchronsprecher       |
| --------- | --------------------- | ---------------------- |
| Day       | Theeradej Wongpuapan  | Colin Hausberg         |
| Koi       | Ratnamon Ratchiratham | Viola Müller           |
| Mann 1    | N.N.                  | Christian Theil        |
| Mann 2    | N.N.                  | Gunnar Schmidt         |
| Mayom     | N.N.                  | Fabian Grimm           |
| Regisseur | N.N.                  | László Branko Breiding |

## Kritiken
Das Lexikon des internationalen Films gibt dem Film insgesamt 3 von 5 Sternen und stellt fest: „Aus seiner schlichten, etwas absurden Ausgangssituation holt der thailändische Thriller dank einer einfallsreichen Kameraarbeit, guten Schauspielern und vielen raffiniert-bösen Plotideen ein Maximum an Nervenkitzel heraus“.